# Batalla de Los Araguatos
La Batalla de Los Araguatos fue una batalla ocurrida el 10 de marzo de 1848 en el sitio de Los Araguatos, Apure, entre las fuerzas revolucionarias de José Antonio Páez y las fuerzas que defendían el gobierno de José Tadeo Monagas a las órdenes de José Cornelio Muñoz.

## Acontecimientos
José Antonio Páez se había alzado el 4 de febrero de 1848 en Calabozo tras el Asalto al Congreso de Venezuela de 1848, proclamándose jefe de los ejércitos de operaciones encargados de restablecer la Constitución de la República.
De Calabozo pasó con su ejército al Apure, donde tomó San Fernando el 20 de febrero. El presidente José Tadeo Monagas nombra a Santiago Mariño comandante general del Ejército, con la comisión de derrotar la rebelión de Páez. Mariño envía al general José Cornelio Muñoz al Apure, quien lo encuentra y derrota en el sitio llamado Los Araguatos. José Antonio Páez, derrotado, emigra hacia la Nueva Granada y de ahí a Curazao.